# 波义耳温度

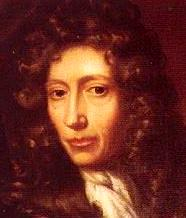
该温度以 罗伯特·波义耳 (Robert Boyle) 的名字命名

波义耳温度为使得第二维里系数，即 {\displaystyle B_{2}(T)} 等于零的温度。 在该温度下，作用在气体粒子上的引力和斥力相互平衡。
{\displaystyle P=RT\left({\frac {1}{V_{m}}}+{\frac {B_{2}(T)}{V_{m}^{2}}}+\cdots \right)}
上式为用于描述真实气体的维里状态方程。
由于高阶维里系数通常比第二系数小得多，当温度达到波义耳温度(或当{\textstyle c={\frac {1}{V_{m}}}}或{\textstyle P} 达到最小值时)时， 气体在更广泛的压力范围内倾向于表现得像理想气体。 
当压力较低时， 由于高阶的其他项不再起作用 ，第二维里系数将是唯一相关的。此外，在波义耳温度下， PV 图中的凹陷趋于在一定范围的压力下变成一条直线，有：
{\displaystyle {\frac {\mathrm {d} Z}{\mathrm {d} P}}=0\qquad {\mbox{若}}~P\to 0}
上式中 {\displaystyle Z} 指压缩因子。
将凡得瓦方程在{\textstyle {\frac {1}{V_{m}}}}展开，可以得到 {\displaystyle T_{b}={\frac {a}{Rb}}} 。  